# Voetbalkampioenschap van Rijn-Saar 1927/28
In 1927/28 werd het eerste voetbalkampioenschap van Rijn-Saar gespeeld, dat georganiseerd werd door de Zuid-Duitse voetbalbond. Nadat de clubs de voorbije jaren in een uniforme competitie speelden werd beslist om de competities vanaf dit seizoen opnieuw te scheiden. Er kwam een nieuwe Bezirksliga Rhein-Hessen, die onderverdeeld was in twee reeksen. Voor de clubs uit de Rijncompetitie veranderde er weinig. Acht van de tien clubs gingen in de Rijngroep spelen van deze competitie aangevuld met drie tweedeklassers. SV Darmstadt werd overgeheveld naar de groep Hessen van de Bezirksliga Main-Hessen en FK Pirmasens werd overgeheveld naar de Saargroep binnen deze Bezirksliga. Er kwam geen wedstrijd voor de algemene titel en de top drie plaatste zich voor de eindronde.
Wel was er een verandering voor de clubs uit de Rijnhessen-Saarcompetitie. De clubs uit Hessen werden naar deze Bezirksliga Main-Hessen overgeheveld en de clubs uit de regio Saarland gingen in deze Bezirksliga spelen. Het ging om vijf clubs die vorig jaar in de hoogste klasse speelden aangevuld met Pirmasens en vier clubs uit de tweede klasse. 
SV Waldhof werd kampioen van de groep Rijn en FV Saarbrücken van de groep Saar. Beiden  plaatsten zich voor de Zuid-Duitse eindronde, waar ze respectievelijk op de voorlaatste en laatste plaats eindigden. De nummers twee en drie van beide reeksen plaatsten zich ook voor de eindronde in de niet-kampioenengroep, hier behaalde Neckarau het beste resultaat, ze werden tweede achter FSV Frankfurt. 

## Bezirksliga

### Rijn
| Plaats | Club                          | Wed. | W  | G | V  | Saldo | Ptn.  |
| ------ | ----------------------------- | ---- | -- | - | -- | ----- | ----- |
| 1.     | SV Waldhof 07                 | 20   | 13 | 4 | 3  | 62:24 | 30:10 |
| 2.     | VfL 1884 Neckarau             | 20   | 14 | 1 | 5  | 51:23 | 29:11 |
| 3.     | VfR Mannheim 1896             | 20   | 12 | 2 | 6  | 47:29 | 26:14 |
| 4.     | Ludwigshafener FG 03          | 20   | 11 | 4 | 5  | 50:43 | 26:14 |
| 5.     | FC Phönix 04 Ludwigshafen     | 20   | 9  | 5 | 6  | 47:30 | 23:17 |
| 6.     | SpVgg 03 Sandhofen            | 20   | 10 | 0 | 10 | 49:46 | 19:21 |
| 7.     | Mannheimer FC Lindenhof 1908  | 20   | 8  | 1 | 11 | 41:42 | 18:22 |
| 8.     | FC Pfalz Ludwigshafen         | 20   | 8  | 1 | 11 | 36:49 | 17:23 |
| 9.     | FV 1919 Speyer                | 20   | 7  | 2 | 11 | 34:56 | 17:23 |
| 10.    | FC Phönix 1902 Mannheim       | 20   | 3  | 3 | 14 | 30:80 | 9:31  |
| 11.    | FC Germania 03 Friedrichsfeld | 20   | 2  | 3 | 15 | 23:48 | 8:32  |

|  | Kampioen, geplaatst voor Zuid-Duitse eindronde |
|  | Geplaatst voor Zuid-Duitse eindronde           |
|  | Play-off voor de derde plaats                  |
|  | Degradatie                                     |

Play-off voor de derde plaats
|  |              |       |                      |  |
|  | VfR Mannheim | 1 – 4 | Ludwigshafener FG 03 |  |
|  |              |       |                      |  |

### Saar
| Plaats | Club                        | Wed. | W  | G | V  | Saldo | Ptn.  |
| ------ | --------------------------- | ---- | -- | - | -- | ----- | ----- |
| 1.     | FV 03 Saarbrücken           | 18   | 12 | 6 | 0  | 47:23 | 30:6  |
| 2.     | Borussia VfB Neunkirchen    | 18   | 11 | 2 | 5  | 50:30 | 24:12 |
| 3.     | SC Saar 05 Saarbrücken      | 18   | 9  | 4 | 5  | 45:29 | 22:14 |
| 4.     | 1. FC 1907 Idar             | 18   | 8  | 4 | 6  | 46:32 | 20:16 |
| 5.     | FK 1903 Pirmasens           | 18   | 9  | 2 | 7  | 33:33 | 20:16 |
| 6.     | Sportfreunde 05 Saarbrücken | 18   | 7  | 5 | 6  | 38:36 | 19:17 |
| 7.     | VfR Pirmasens               | 18   | 5  | 5 | 8  | 43:39 | 15:21 |
| 8.     | 1. FC 02 Kreuznach          | 18   | 4  | 4 | 10 | 26:54 | 12:24 |
| 9.     | SV 05 Trier                 | 18   | 4  | 2 | 12 | 31:51 | 10:26 |
| 10.    | SV Eintracht 06 Trier       | 18   | 3  | 2 | 13 | 14:46 | 8:28  |

## Kreisliga

### Unterbaden
| Plaats | Club                     |
| ------ | ------------------------ |
| 1.     | SpVgg Amicitia Viernheim |
|        | SpVgg 07 Mannheim        |
|        | FC Alemannia Rheinau     |
|        | VfTuR Feudenheim         |
|        | FV Fortuna Heddesheim    |
|        | FV 09 Weinheim           |
|        | Privat-Elf VfR Mannheim  |

|  | Geplaatst voor promotie-eindronde |

### Neckarkreis
| Plaats | Club                     |
| ------ | ------------------------ |
| 1.     | SpVgg Fortuna Edingen    |
|        | SV 98 Schwetzingen       |
|        | FC Viktoria Neckarhausen |
|        | FVgg Eppelheim           |
|        | SpVgg Plankstadt         |
|        | FG Kirchheim             |
|        | 1.FC 05 Heidelberg       |
|        | FG Rohrbach              |
|        | SpVgg Eberbach           |
|        | FV 08 Hockenheim         |
|        | SpVgg Neckargemünd       |

### Vorderpfalz
| Plaats | Club                        |
| ------ | --------------------------- |
| 1.     | SpVgg Mundenheim            |
|        | SC Germania 04 Ludwigshafen |
|        | SV Union Ludwigshafen       |
|        | Revidia Ludwigshafen        |
|        | VfR Friesenheim             |
|        | Arminia Rheingönheim        |
|        | FV Frankenthal              |
|        | FG 1914 Oppau               |
|        | VfR Oggersheim              |
|        | Viktoria Neuhofen           |
|        | Viktoria Herxheim           |

### Promotie-eindronde
| Plaats | Club                     | Wed. | W | G | V | Saldo | Ptn. |
| ------ | ------------------------ | ---- | - | - | - | ----- | ---- |
| 1.     | SpVgg Mundenheim         | 4    | 3 | 0 | 1 | 10:3  | 6:2  |
| 2.     | SpVgg Fortuna Edingen    | 4    | 2 | 0 | 2 | 6:13  | 4:4  |
| 3.     | SpVgg Amicitia Viernheim | 4    | 1 | 0 | 3 | 9:9   | 2:6  |

|  | Promotie naar Bezirksliga Rijn-Saar 1928/29 (Groep Rijn) |